# Rosa Venegas
Rosa María Mercedes Venegas Mello (Piura, 11 de junio de 1962) es una licenciada en ciencias de la información y política peruana. Fue asesora del exfiscal Pedro Chávarry y congresista de la república en el periodo 2006-2011.

## Biografía
Nació en la ciudad de Piura, el 11 de junio de 1962.
Es egresada de la Universidad de Piura donde culminó con el título de licenciada en Ciencias de la Información.

## Carrera política
Se inicia en la política como militante del partido Unión por el Perú y postuló al Congreso de la República en las elecciones parlamentarias del año 2001 por el departamento de Piura, sin embargo, no resultó elegida. También postuló como regidora por la alianza Unidad Nacional en 2002.

### Congresista de la República
En las elecciones parlamentarias del 2006, Venegas volvió a postular al Congreso de la República por Unión por el Perú y esta vez resultó elegida como congresista de la república por Piura, con 13,942 votos, para el periodo parlamentario 2006-2011.
Durante su gestión congresal, ejerció como presidenta de la Comisión de la Mujer desde agosto del 2006 hasta julio del 2007.
En 2008, se apartó de la bancada de UPP tras discrepancias tras la elección de la Mesa Directiva y se mantuvo como independiente. Luego, al culminar su gestión, Venegas intentó ser reelegida en el cargo como miembro de la Alianza Solidaridad Nacional liderada por Luis Castañeda Lossio, donde no tuvo éxito en su reelección.

### Asesora
En 2016, fue nombrada como asesora del despacho parlamentario de Karina Beteta de Fuerza Popular. Permaneció en el cargo hasta agosto del 2018, donde luego pasaría a ser asesora del entonces fiscal de la Nación, Pedro Chávarry.

#### Caso Chávarry
En 2019, ante la renuncia de Chávarry y la investigación por el caso Cuellos Blancos, se registró que Venegas habría ingresado a una oficina de Juan Duarte (otro asesor de Chávarry y conocido de Venegas) que había sido lacrada por el fiscal José Domingo Pérez y retiró una caja llena con documentos. Tras esto, Venegas fue investigada por un fiscal anticorrupción del Ministerio Público y admitió haber hecho esta acción por orden de Pedro Chávarry, en donde también se corrobora en un video.